# Казе Нуове (Перуђа)
Казе Нуове је насеље у Италији у округу Перуђа, региону Умбрија.
Према процени из 2011. у насељу је живело 679 становника. Насеље се налази на надморској висини од 204 м.